# Комбс, Глен
Глен Кортни Комбс (англ. Glen Courtney Combs; родился 30 октября 1946 года в Хазарде, штат Кентукки, США) — американский профессиональный баскетболист, выступал в Американской баскетбольной ассоциации, отыграв семь из девяти сезонов её существования. Чемпион АБА в сезоне 1970/1971 годов в составе команды «Юта Старз».

## Ранние годы
Глен Комбс родился 30 октября 1946 года в городе Хазард (штат Кентукки), там он учился в средней школе Карр-Крик, в которой играл за местную баскетбольную команду.

## Статистика в NCAA
| Сезон | Команда      | Conf  | Class | GP | GS | MPG | FG%  | 3P% | FT%  | RPG | APG | SPG | BPG | PPG  |
| --- | ------------ | ----- | ----- | -- | -- | --- | ---- | --- | ---- | --- | --- | --- | --- | ---- |
| 1965/66 | Виргиния Тек | Ind   | SO    | 24 |    |     | 43,1 |     | 76,2 | 2,8 |     |     |     | 10,9 |
| 1966/67 | Виргиния Тек | Ind   | JR    | 27 |    |     | 45,3 |     | 80,0 | 3,3 |     |     |     | 21,3 |
| 1967/68 | Виргиния Тек | Ind   | SR    | 25 |    |     | 50,1 |     | 76,9 | 4,0 |     |     |     | 20,9 |
| Всего | Всего        | Всего | Всего | 76 |    |     | 46,6 |     | 78,0 | 3,4 |     |     |     | 17,9 |
| Наведите курсор мыши на аббревиатуры в заголовке таблицы, чтобы прочесть их расшифровку Статистика приведена с сайта sports-reference.com |              |       |       |    |    |     |      |     |      |     |     |     |     |      |